# Truong Son
Das Truong-Son-Gebirge, auch Annamitische Kordillere genannt, ist eine etwa 1100 Kilometer lange Gebirgskette im östlichen Indochina auf den Staatsgebieten von Vietnam, Laos und zum kleinen Teil Kambodscha. Der Name lautet im Vietnamesischen Dãy (núi) Trường Sơn, im Laotischen Phou Luang (ພູ ຫລວງ) und im Französischen Chaîne Annamitique.
Die Gebirgskette verläuft parallel zur Küste des Südchinesischen Meeres und trennt die Ebene des Mekong von dem schmalen Küstenstreifen Mittelvietnams. Die Ostseite der Annamitischen Kordillere steigt steil an. Zahlreiche kurze Flüsse führen von hier zum Südchinesischen Meer.
Der höchste Berg ist mit 2819 Metern der Phu Bia in Laos. Der höchste Gipfel im vietnamesischen Teil ist mit 2711 Metern der Phu Xai Lai Leng. Er liegt im nördlichen Teil der Gebirgskette. Der höchste Gipfel im Süden des Truong Son ist der 2589 Meter hohe Ngọc Linh.
Laos liegt größtenteils auf der westlichen Seite des Gebirges. Ausnahmen sind die Houaphan- und die Xieng Khouang-Provinz. Vietnam erstreckt sich östlich des Hauptkamms mit Ausnahme der Tây-Nguyên-Region.
Das Truong-Son-Gebirge ist Heimat einiger seltener Tierarten wie des Annamitischen Streifenkaninchens, des Vietnamesischen Waldrinds und des Annam-Muntjaks. Auch zahlreiche Reptilien und Amphibien kommen hier teilweise endemisch vor, von denen einige erst in jüngerer Zeit entdeckt und wissenschaftlich beschrieben wurden. Hierzu zählen u. a. der Phong Nha-Ke Bang-Bogenfingergecko und die Dreihorn-Grubenotter.